# Fonte Judith

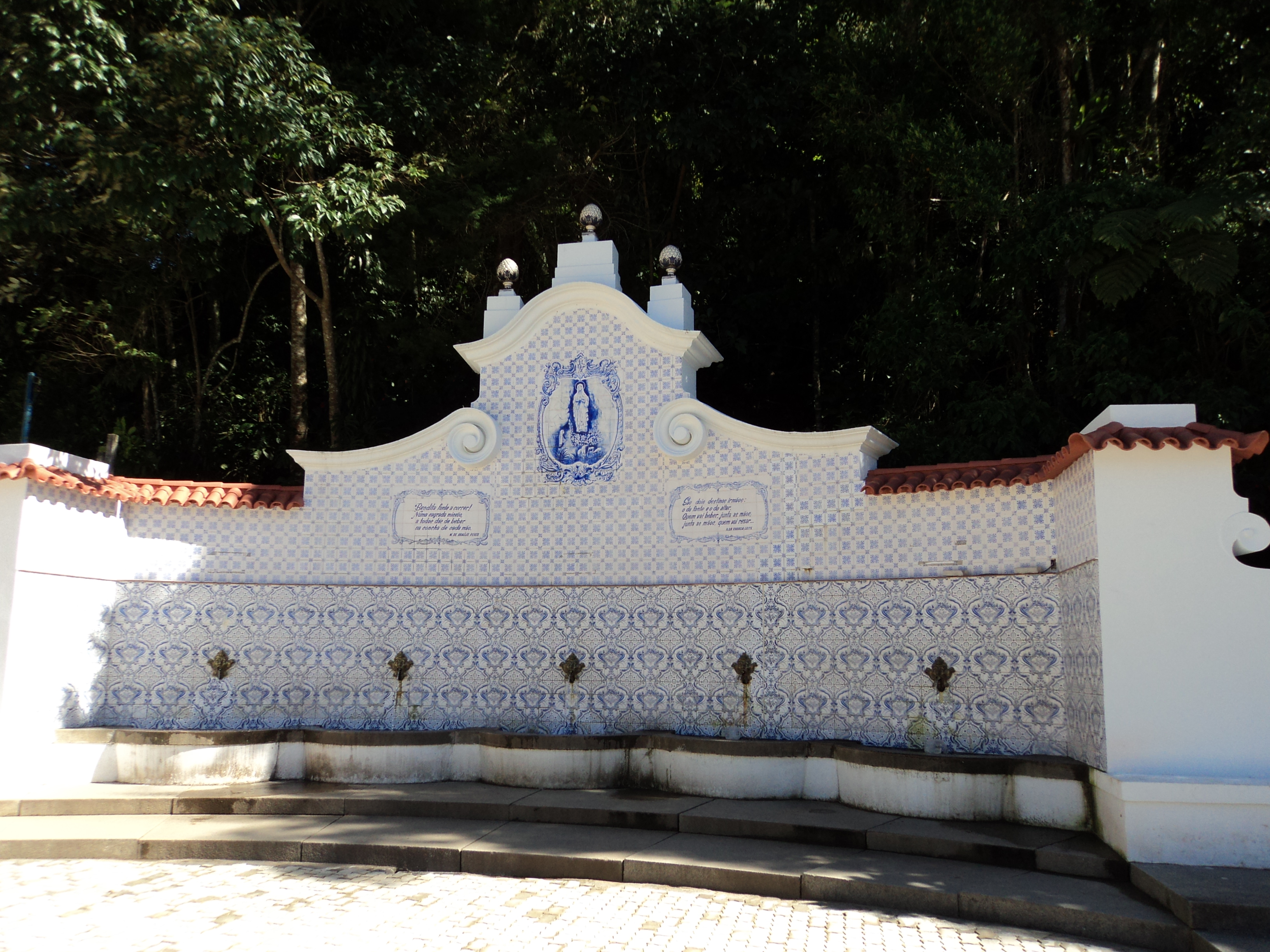
A Fonte Judith, em julho de 2010.

Fonte Judith é uma fonte de água natural localizada no bairro do Alto, em Teresópolis, interior do Rio de Janeiro. Construída em 1920 pelo pedreiro Manoel Guedes da Costa, seu nome tem origem em Judith, filha de Luiz de Oliveira, antigo proprietário das terras, que teria sido curada de uma grave enfermidade através das propriedades medicinais da água da fonte. Anos depois, Luiz vendeu as terras para Arnaldo Guinle, que remodelou totalmente o local em julho de 1967, onde ganhou a forma atual: uma obra arquitetônica em estilo colonial, revestida com azulejos portugueses de Jorge Colaço, onde tem cinco saídas d’água em forma de faunos. Em sua fachada se destacam duas trovas em homenagem ao monumento: uma é de autoria do trovador Manoel de Araújo Peres, outra da trovadora Ilda Correia Leite. Situada no bairro com maior potencial turístico de Teresópolis, a Fonte Judith é um dos locais mais visitados, tornando-se um cartão postal do município.
De acordo com a análise mais recente, realizado pela prefeitura de Teresópolis, a fonte está própria para o consumo.